# 北海道百年紀念塔
北海道百年紀念塔是一座位於日本北海道札幌市厚別區道立自然公園野幌森林公園內的紀念建築物。該塔於1968年11月動工，以紀念北海道開埠100週年，1970年7月完工，隔年1971年4月對外開放。毗鄰北海道博物館和北海道開拓村，然而，由於其年代久遠，拆除工作於2022年秋季開始。

## 沿革
在1962年的北海道百年紀念事業準備委員會中，知事町村金五以美國拉什莫爾山上的總統雕像為例，提出了一個建造大型紀念碑的計劃。在專家座談會上，橋本東三（前北海道廳拓樸計畫科長）提出了在札幌市大通公園建造一座高100尺（約33公尺）的紀念塔的提案。紀念塔的頂部將安裝金色的北斗星，下方則有明治天皇、黑田清隆、佐藤昌介、依田勉三的雕像，以及10名以上開拓功勞者的雕像。此後，也提出了為阿伊努族和開拓事業的犧牲者建立紀念碑的計畫。
最終確定的方針是不限定於紀念特定的人物，而是將「對開拓的先人表達感激和追悼之意」和「展現北海道民對未來建設繁榮的共識」作為建設紀念塔的目標。1967年舉行了設計招標，全日本共收到了包括黑川紀章等知名設計師的299份方案。經佐藤武夫審查委員會主席與田上義也、大野和男、高山英華、谷口吉郎、橫山尊雄（北海道大學教授）等6名北海道內外建築家，以及島本融、前田義德、阿部謙卑（北海道放送公司社長）、關文子（北海道教育委員會委員）等4名學者的審查後，最終選定了居住在札幌市（北海道今金町出身）的井口健及其隸屬於久米建築事務所的團隊的方案。
另一方面，來自阿伊努民族運動的聲音對這一系列以紀念塔為代表的「北海道百年」事業提出了質疑，認為該紀念事業缺乏對阿伊努族視角的關注。其中阿伊努族運動的主要領導人之一山本多助，將北海道百年紀念塔批評為「侵略之塔」。設計師井口健提到，在初始設計中，計劃在紀念塔的底部建造一個石牆紀念碑，並在牆面上裝飾阿伊努圖案，象徵對阿伊努人和先人的緬懷和感謝，但由於預算不足，這個設計最終未能實現。

## 建築設計
紀念塔的設計旨在表達「無止境的繁榮發展之勢」，其外觀呈現出圆锥曲线，象徵著向未來不斷延伸的發展；塔壁的凹凸則寓意著北海道人民與風雪的鬥爭歷程；而塔的橫截面呈現出「北」字形狀，塔基的平面 則形象化為雪花的六角形結構。此外塔底部設有水池，營造出靜謐冥想的氛圍。
紀念塔採用鋼骨桁架結構]，外牆覆蓋著厚度4.5-6.0毫米的棕色耐候高張力鋼板，總重量約1500噸，其中一半的資金約2.5億日元來自於北海道民眾的捐贈。入口附近還設有佐藤忠良創作的北海道廳門廳浮雕原型「開拓」。。
紀念塔共有25層，但自1970年代末期以來，電梯長期關閉，僅供維修使用。 遊客可經由塔內樓梯攀登至8樓的觀景台，在高達23.5公尺的觀景台內，遊客可以眺望札幌市及週邊的江別市、石狩平原。觀景台的開放時間為上午9時至下午5時，入塔截止時間為下午4時30分，而在冬季（11月初至4月初）關閉。

### 拆除
由於紀念塔的複雜結構使雨水容易積聚，導致塔身的腐蝕速度超出預期。儘管1992年進行了2億日圓的大規模內部修復，1999年又投入了3.5億日圓對外部進行了大規模修復，但問題仍未完全解決。金屬碎片脫落等安全隱患也逐漸顯現，自2014年7月起，塔週邊開始封鎖。此後從2016年9月開始，「活化北海道歷史文化設施座談會」開始探討紀念塔的存廢問題。2017年對未來50年的維護費用進行了估算：恢復觀景台功能需要28.6億日元，維持現狀需要26.5億日元，拆除費用為4.1億日元。最終於2019年2月決定拆除。計劃在紀念塔拆除後在原址建造象徵未來北海道的新紀念碑。
2020年6月，紀念塔內部對媒體開放，發現塔內外散佈著鏽蝕的鐵片和鐵粉，強風導致零件脫落，顯示出紀念塔老化嚴重。同時市民團體「北海道百年紀念塔存續計畫」呼籲重新考慮拆除方案。多個市民團體也對拆除計畫提出反對。
2021年10月完成了拆除工程的事前調查。由於外牆受損增加了外部施工的勞動成本，拆除費用較2017年估算增加了2.8億日元，總計達7.2億日圓。維持紀念塔現狀50年的維護費用估計為：恢復原狀為30.7億日元，維持現狀28.4億日元。2022年，北海道政府決定在年度預算中列出部分拆除費用，並於同年開始了拆除工程。解體工程於2023年1月23日啟動。。

## 外部連結
- 道立自然公園 野幌森林公園 （页面存档备份，存于） - 北海道庁